# Variichthys lacustris
Variichthys lacustris är en fiskart som först beskrevs av Gerlof Fokko Mees och Kailola, 1977.  Variichthys lacustris ingår i släktet Variichthys och familjen Terapontidae. Inga underarter finns listade i Catalogue of Life.